# Любовь (фильм, 1991)
«Любовь» — советский фильм 1991 года режиссёра Валерия Тодоровского.

## Сюжет
Вадим и Саша — друзья, студенты и оба пытаются встретить свою любовь. Вадим — отчаянный ловелас, а Саша — простоватый и неопытный «ухажёр». На одной вечеринке оба встречают девушек. Марина, внучка генерала, живёт вместе с бабушкой в большой квартире в центре Москвы, где и происходят её дальнейшие встречи с Вадимом. Саша же влюбляется в девушку Машу, еврейку. Но если Вадим в итоге женится, Саша вынужден расстаться с любимой. Маша решает вместе со своими родителями и бабушкой уехать в Израиль.

## В ролях
- Евгений Миронов — Саша, студент
- Наталья Петрова — Маша, студентка
- Дмитрий Марьянов — Вадим, студент, приятель Саши
- Татьяна Скороходова — Марина, внучка генерала
- Вия Артмане — бабушка Марины
- Наталья Вилькина — Ирина Евгеньевна, мать Маши
- Анатолий Поползухин — Михаил Михайлович, отец Маши
- Инна Слободская — Ревекка Самойловна, бабушка Маши
- Лев Дуров — отец Саши
- Раиса Рязанова — мать Саши
- Вера Воронкова — эпизод
- Е. Михайлов — эпизод
- Татьяна Ульянкина — эпизод
- Алёна Охлупина — эпизод
- Роман Фокин — эпизод
- Ольга Карева — эпизод

## Награды
- 1991 год — Приз кинопрессы за фильм, определяющий киностиль года (Валерий Тодоровский)
- 1992 год — Приз за лучшую мужскую роль в конкурсе «Кино для всех» на КФ «Кинотавр» в Сочи (Евгений Миронов)[1][2]
- 1992 год — Приз за лучшую главную мужскую роль на КФ «Созвездие» в Смоленске (Евгений Миронов)[1]
- 1992 год — Приз за лучшую работу режиссёра с актёрами на КФ «Созвездие» в Смоленске (Валерий Тодоровский)
- 1992 год — Гран-при МКФ «Звёзды завтрашнего дня» в Женеве (Евгений Миронов)[1]
- 1992 год — Приз за лучшую женскую роль на МКФ в Монпелье (Наталья Петрова)
- 1992 год — Приз Гетца на МКФ в Чикаго (Валерий Тодоровский)
- 1992 год — Приз кинопрессы лучшему актёру года (Евгений Миронов)[1]